# Écuelle
Écuelle ist eine Gemeinde im französischen Département Haute-Saône in der Region Bourgogne-Franche-Comté.

## Geographie
Écuelle liegt auf einer Höhe von 226 m über dem Meeresspiegel, zwölf Kilometer nordnordwestlich von Gray und etwa 45 Kilometer nordöstlich der Stadt Dijon (Luftlinie). Das Dorf erstreckt sich im äußersten Westen des Départements, in der leicht gewellten Landschaft zwischen den Flusstälern von Saône im Osten und Vingeanne im Westen, in der Talniederung des Ruisseau des Écoulottes.
Die Fläche des 5,56 km² großen Gemeindegebiets umfasst einen Abschnitt im Bereich des Plateaus nördlich der Ebene von Gray. Von Norden nach Süden wird das Gebiet von der breiten Talniederung des Ruisseau des Écoulottes (östlicher Quellbach) durchquert, der für die Entwässerung zur Saône sorgt. Die Talaue liegt auf durchschnittlich 220 m und bildete früher eine Moorniederung.
Flankiert wird das Tal auf beiden Seiten von einem Plateau, das eine Höhe von ungefähr 240 m erreicht. Es wird durch verschiedene Mulden untergliedert, die sich zum Ruisseau des Écoulottes hin öffnen. Die Hochfläche besteht aus einer Wechsellagerung von kalkigen und sandig-mergeligen Sedimenten der oberen Jurazeit und des Tertiärs. In der Talniederung und auf dem angrenzenden Plateau herrscht landwirtschaftliche Nutzung vor, während an den Gemeindegrenzen ausgedehnte Waldflächen bestehen. Die nördliche Abgrenzung bildet die Forêt de Champlitte, die östliche der Bois de la Fresse (256 m). Auf einer Kuppe ganz im Nordwesten wird mit 260 m die höchste Erhebung von Écuelle erreicht.
Nachbargemeinden von Oyrières sind Champlitte im Norden, Framont im Osten, Oyrières im Süden sowie Vars im Westen.

## Geschichte
Überreste einer gallorömischen Villa weisen auf eine frühe Besiedlung des Gebietes hin. Den Ursprung von Écuelle bildete ein Priorat, das vom Kloster Theuley abhängig war. Im Mittelalter gehörte das Dorf zur Freigrafschaft Burgund und darin zum Gebiet des Bailliage d’Amont. Die weltliche Herrschaft über Écuelle hatten die Herren von Vergy, die Grafen von Champlitte und die Grafen von Vaudrey inne. 1569 wurde Écuelle von Truppen des Herzogs von Zweibrücken geplündert und 1595 von denjenigen unter Tremblecourt zerstört. Zusammen mit der Franche-Comté gelangte das Dorf mit dem Frieden von Nimwegen 1678 definitiv an Frankreich. Seit Anfang 2008 ist Écuelle Mitglied des 14 Ortschaften umfassenden Gemeindeverbandes Communauté de communes des Quatre Vallées.

## Sehenswürdigkeiten
Die Dorfkirche von Écuelle wurde im 18. Jahrhundert neu erbaut. Zur Ausstattung gehört unter anderem eine Kanzel im Louis-XV-Stil. 
Weitere beachtenswerte Bauten sind ein ehemaliger Herrschaftssitz und das Lavoir aus dem 19. Jahrhundert, dessen Dach von zwölf Säulen getragen wird. Im Bois de la Gravotte befindet sich Mauerwerk, das vermutlich zu einer mittelalterlichen Burg gehörte.

## Bevölkerung
| Jahr                       | 1962 | 1968 | 1975 | 1982 | 1990 | 1999 |
| Einwohner                  | 85   | 88   | 71   | 72   | 77   | 87   |
| Quellen: Cassini und INSEE |      |      |      |      |      |      |

Mit 67 Einwohnern (1. Januar 2022) gehört Écuelle zu den kleinsten Gemeinden des Département Haute-Saône. Nachdem die Einwohnerzahl in der ersten Hälfte des 20. Jahrhunderts deutlich abgenommen hatte (1881 wurden noch 192 Personen gezählt), wurde seit Beginn der 1980er Jahre wieder ein leichtes Bevölkerungswachstum verzeichnet.

## Wirtschaft und Infrastruktur
Écuelle war bis weit ins 20. Jahrhundert hinein ein vorwiegend durch die Landwirtschaft (Ackerbau, Obstbau und Viehzucht) und die Forstwirtschaft geprägtes Dorf. Heute gibt es einzelne Betriebe des lokalen Kleingewerbes, darunter ein Unternehmen der Holzverarbeitung. In den letzten Jahrzehnten hat sich das Dorf zu einer Wohngemeinde gewandelt. Viele Erwerbstätige sind deshalb Pendler, die in den größeren Ortschaften im Raum Gray ihrer Arbeit nachgehen.
Der Ort ist verkehrstechnisch gut erschlossen. Er liegt nahe der Hauptstraße D67, die von Gray nach Langres führt. Weitere Straßenverbindungen bestehen mit Vars und Framont.